# عشق هم باید بگذرد
عشق هم باید بگذرد (به تامیلی: Kadhalum Kadandhu Pogum) یا عشق هم خواهد گذشت (به انگلیسی: Love too shall pass) فیلمی هندی محصول سال ۲۰۱۶ و به کارگردانی نالان کومارسامی است. در این فیلم بازیگرانی همچون ویجی ستوپاتی، مدونا سباستین و ساموتیراکانی ایفای نقش کرده‌اند.